# Вікова різниця в сексуальних стосунках
У гетеросексуальних інтимних стосунках концепції вікової різниці, в тому числі те, що визначає вікову нерівність, розвивалися з часом і різняться в різних суспільствах. Відмінності у вікових уподобаннях партнерів(-ок) можуть бути зумовлені їх доступністю, гендерними ролями та еволюційними стратегіями спарювання, а вікові уподобання сексуальних партнерів можуть різнитися в різних культурах. Існують також соціальні теорі вікових відмінностей у стосунках, а також передбачувані причини «альтернативних» вікових гіпогамних стосунків. 
Різновікові стосунки були задокументовані протягом майже всієї історії людства, і до них ставилися по-різному, залежно від соціокультурних норм і правових систем.

## Статистика
Дані в Австралії і Великій Британії демонструють подібну закономірність.
Стосунки з різницею у віці спостерігаються як у чоловіків, так і у жінок як старшого чи молодшого партнера. У різних культурах літні чоловіки та молоді жінки часто шукають одне одного для сексуальних чи подружніх стосунків. Літні жінки іноді також зустрічаються з молодшими чоловіками, і в обох випадках багатство та явна фізична привабливість часто мають значення. Хлопчики-підлітки, як правило, сексуально зацікавлені в дівчатках-підлітках і жінках трохи старших за них. Літні чоловіки також виявляють інтерес до жінок свого віку. Однак дослідження показують, що на моделі стосунків більше впливають уподобання жінок, ніж чоловіків.
Більшість чоловіків одружуються з жінками, молодшими за них, з різницею 2-3 роки в Іспанії, близько 3 років — у Великій Британії, 2,5 роки — у США. Модель також була підтверджена для решти світу, причому розрив найбільший в Африці. Проте кількість жінок, які одружуються з молодими чоловіками, зростає. Дослідження, опубліковане в 2003 році Управлінням національної статистики Великої Британії, показало, що частка жінок в Англії та Вельсі, які одружуються з молодими чоловіками, між 1963 і 1998 роками зросла з 15 % до 26 %. Інше дослідження також показало вищий рівень розлучень, оскільки різниця у віці зростала, коли або жінка була старшою, або чоловік був старшим. Проте дослідження 2008 року дійшло висновку, що така різниця незначна.
У серпні 2010 року Майкл Данн з Інституту Вельського університету в Кардіффі завершив і оприлюднив результати дослідження вікової невідповідності під час побачень. Данн дійшов висновку, що «жодного разу в усіх вікових групах і країнах … жінки не надавали перевагу значно молодшим чоловікам, ніж чоловіки жінкам», і що існує «послідовна кроскультурна перевага жінок принаймні до чоловіків того ж віку або значно старших за них». Дослідження AARP 2003 року показало, що лише 34 % жінок старше 39 років зустрічаються з молодими чоловіками.
Дослідження 2011 року показало, що одруження молодих чоловіків з жінками позитивно корелює зі зменшенням тривалості життя, особливо для жінок, хоча одружені особи, як правило, мають більшу тривалість життя, ніж неодружені.

## Причини вікової невідповідності
Існують складні та різноманітні причини, через які люди вступають у стосунки різного віку, і нещодавній огляд у Journal of Family Theory and Review показав значні відмінності в різних контекстах. Пояснення вікової невідповідності зазвичай зосереджуються або на моделі раціонального вибору, або на аналізі демографічних тенденцій у суспільстві. Модель раціонального вибору передбачає, що люди шукають партнерів, які можуть забезпечувати їх у житті (хліборобів); оскільки чоловіки з віком заробляють більше, їхні партнерки віддадуть перевагу старшим чоловікам. Цей фактор зменшується, оскільки все більше жінок самі працюють. Демографічні тенденції пов'язані зі співвідношенням статей у суспільстві, шлюбним тиском і моделями міграції. Інше пояснення стосується культурних цінностей: чим вищою є цінність народження дітей, тим вищою буде різниця у віці. Проте канадійські вчені виявили, що пари різного віку мають менше шансів мати дітей, ніж пари одного віку. Оскільки люди вирішили одружуватися пізніше, а повторні шлюби стають все поширенішими, різниця у віці між парами також збільшилася.
У дослідженні Університету Брауна було зазначено, що соціальна структура країни визначає різницю у віці подружжя більше, ніж будь-який інший фактор. Однією з проблем, пов'язаних із віковими розбіжностями в деяких культурах, є уявна різниця між людьми різного віку. Ці відмінності можуть бути сексуальними, фінансовими чи соціальними. Гендерні ролі можуть ще більше ускладнити це. У соціальному плані суспільство з різницею в розподілі багатства між старшими та молодшими людьми може вплинути на динаміку стосунків.
Попри те, що тенденція «пуми», коли старші жінки зустрічаються з набагато молодшими чоловіками, часто зображується в медіа як поширений і усталений аспект сучасної західної культури, принаймні одне наукове дослідження визнало цю концепцію міфом. Британське психологічне дослідження, опубліковане в Evolution and Human Behavior у 2010, прийшло до висновку, що чоловіки та жінки, як правило, продовжували дотримуватися традиційних гендерних ролей, шукаючи пару. Дослідження показало, що, як підтверджено іншими академічними дослідженнями, більшість чоловіків віддають перевагу молодшим, «привабливим» жінкам, тоді як більшість жінок будь-якого віку віддають перевагу успішним, визнаним чоловікам свого віку або старшим. Дослідження виявило дуже мало випадків, коли літні жінки переслідували набагато молодших чоловіків, і навпаки. Однак дослідження було піддано критиці за обмеження результатів профілями онлайн-знайомств, які традиційно не використовуються тими, хто шукає старших чи молодших партнерів, і за виключення США із дослідження.

## Еволюційна перспектива

### Еволюційний підхід
Еволюційний підхід, заснований на теоріях Чарльза Дарвіна, намагається пояснити різницю у віці в статевих стосунках з точки зору природного і статевого відбору. У рамках статевого відбору Дарвін визначив ще два механізми, які є важливими факторами в еволюції статевих відмінностей (статевого диморфізму): внутрішньостатевий відбір (включає конкуренцію з особами однієї статі за доступ до партнерів) та міжстатевий вибір (дискримінаційний вибір партнерів для спаровування). Теорія історії життя (включно з теорією батьківського інвестування) пояснює вищезазначені механізми та стратегії, прийняті окремими особами, що призводить до вікової невідповідності у стосунках. Теорія історії життя стверджує, що люди повинні розподіляти енергію та ресурси між видами діяльності (оскільки енергія та ресурси, спрямовані на виконання одного завдання, не можуть бути використані для виконання іншого завдання), і це формується природним відбором.
Теорія батьківського інвестування стосується цінності, яка надається потенційному партнеру на основі репродуктивного потенціалу та репродуктивних інвестицій. Теорія передбачає, що вибір бажаного партнера розвинувся, щоб зосередитися на репродуктивному потенціалі та репродуктивних інвестиціях представників протилежної статі. Ця теорія передбачає як внутрішньостатевий відбір, так і міжстатевий вибір через відмінності в інвестиціях батьків; як правило, існує змагання між представниками нижчої статі, що інвестує (зазвичай чоловіки), за батьківські інвестиції статі, яка інвестує більше (зазвичай жінки), хто буде більш вибірковим у виборі партнера. Проте самці, як правило, мають більше батьківських інвестицій, ніж інші самці ссавців (хоча жінки все ще мають більше батьківських інвестицій). Таким чином, обидві статі повинні конкурувати і бути вибірковими у виборі партнера. Ці дві теорії пояснюють, чому природний і статевий відбір дещо по-різному впливає на представників обох статей, і вони демонструють різні уподобання. Наприклад, різні вікові уподобання можуть бути наслідком статевих відмінностей у цінностях, що приписуються статі партнера в цьому віці.
Дослідження, проведене Девідом Бассом, вивчало статеві відмінності в уподобаннях до партнера в 37 культурах за участю 10 047 учасників. У всіх 37 культурах було виявлено, що чоловіки віддають перевагу жінкам молодшим за себе, а жінки віддають перевагу чоловікам старшим за себе. Ці вікові переваги були підтверджені в записах про шлюб, коли чоловіки одружувалися з жінками, молодшими за них. Нещодавнє дослідження підтвердило ці висновки, проведене Шварцем і Гассебрауком. У цьому дослідженні взяли участь 21 245 учасників віком від 18 до 65 років, які не перебували у близьких стосунках. Крім того, що учасникам було поставлено низку запитань щодо критеріїв вибору партнера, вони також повинні були назвати найстаршого і наймолодшого партнера, якого б вони прийняли. Було виявлено, що для всіх вікових груп чоловіки були готові прийняти жінок, які трохи старші за них (в середньому на 4,5 роки), але вони приймають жінок, значно молодших за їхній вік (в середньому на 10 років). Жінки демонструють взаємодоповнюючу картину: вони готові приймати старших чоловіків (в середньому на 8 років), а також готові приймати чоловіків, молодших за себе (в середньому на 5 років). Це дещо відрізняється від наших близьких еволюційних родичів — шимпанзе. Самці шимпанзе, як правило, віддають перевагу старшим самкам, а не молодшим, і є припущення, що специфічні ознаки цінності самки дуже відрізняються від людських.

### Чоловіки віддають перевагу молодшим жінкам
Басс пояснює, що чоловіки віддають перевагу молодим жінкам за ознаками молодості. У жінок відносна молодість і явна фізична привабливість (яку чоловіки цінували більше, ніж жінки) демонстрували ознаки фертильності та високої репродуктивної здатності. Басс заявив, що конкретні вікові переваги близько 25 років означають, що фертильність є більш сильною основною причиною переваги партнера, ніж репродуктивна цінність, оскільки дані свідчать про те, що пік фертильності у жінок досягає приблизно в середині 20-х років. З точки зору теорії історії життя, жінки, які демонструють ці ознаки, вважаються більш здатними до репродуктивних інвестицій. Це уявлення про перевагу віку через пік фертильності підтверджується дослідженням Кенріка, Кіфе, Ґабріелідіса та Корнеліуса, яке виявило, що хоча чоловіки-підлітки приймуть партнерку трохи молодшу за них, існує ширший діапазон переваг щодо віку, що перевищує їхній власний. Підлітки також повідомляють, що їхні ідеальні партнерки були б на кілька років старші за них.
Басс і Шмітт підкреслюють, що, хоча довгострокові шлюбні стосунки є звичайними для людей, існують як короткострокові, так і довгострокові стосунки парування. Басс і Шмітт представили теорію сексуальних стратегій, яка описує дві статі як такі, що розвинули різні психологічні механізми, які лежать в основі стратегій короткострокового і довгострокового спаровування. Ця теорія має безпосереднє відношення та сумісна з двома вже згаданими, Історія життя та Батьківські інвестиції. Самці, як правило, орієнтовані на короткострокове спаровування (більше бажання короткочасних партнерок, ніж жінки, віддають перевагу більшій кількості сексуальних партнерок і займають менше часу, щоб дати згоду на статевий акт) і це, здається, вирішує ряд адаптивних проблем, зокрема використання меншої кількості ресурсів для доступу до партнера. Хоча короткочасне спаровування має низку репродуктивних переваг, самці все одно шукають довготривалих партнерок, і це пов'язано з можливістю монополізації репродуктивних ресурсів самки протягом усього життя. Відповідно до висновків, як для короткострокових, так і для тривалих партнерок, самці віддають перевагу молодшим самкам (репродуктивно цінним).

### Жінки віддають перевагу старшим чоловікам
| Регіон                   | Різниця SMAM |
| ------------------------ | ------------ |
| Східна Африка            | 4.3          |
| Середня Африка           | 6.0          |
| Північна Африка          | 4.5          |
| Західна Африка           | 6.6          |
| Східна Азія              | 2.4          |
| Південно-Центральна Азія | 3.7          |
| Південно-Східна Азія     | 2.4          |
| Західна Азія             | 3.5          |
| Східна Європа            | 3.1          |
| Північна Європа          | 2.3          |
| Південна Європа          | 3.3          |
| Західна Європа           | 2.7          |
| Карибський басейн        | 2.9          |
| Центральна Америка       | 2.5          |
| Південна Америка         | 2.9          |
| Північна Америка         | 2.3          |
| Австралія/Нова Зеландія  | 2.2          |

Оскільки жінки є статтю, яка інвестує більше, вони, як правило, більш вимогливі до вибору партнера (як передбачає теорія батьківського інвестування). Їм також, як правило, складніше завдання точно оцінити репродуктивну цінність самця на основі зовнішнього вигляду, оскільки вік, як правило, має менше обмежень на репродуктивні ресурси самця. Басс приписував перевагу старшому віку старшим чоловікам, які демонструють характеристики високої здатності до забезпечення, такі як статус і ресурси. З точки зору короткострокового та довгострокового спаровування, самки, як правило, орієнтуються на довготривале спаровування через витрати, понесені від короткочасного спаровування. Попри те, що деякі з цих витрат будуть однаковими для чоловіків і жінок (ризик ІПСШ і погіршення довгострокової цінності партнера), витрати для жінок будуть серйознішими через невизначеність батьківства (підказки щодо кількох партнерів будуть несприятливі для самців).
На відміну від вищезазначеного, під час короткочасного спаровування самки віддають перевагу самцям, які демонструють фізичну привабливість, оскільки це демонструє ознаки «хороших генів». Ознаки хороших генів, як правило, пов'язані зі старшими чоловіками, зокрема такими, як маскулінність обличчя та виразність скул. Басс і Шмітт виявили схожі переваги жінок щодо тривалого спаровування, що підтверджує думку про те, що для тривалих стосунків самки віддають перевагу ознакам високого ресурсного потенціалу, одним із яких є вік.
«Датаклізм», книга Крістіана Раддера, заснована на даних із сайту знайомств OkCupid, показала, що молоді жінки, як правило, вважають найбільш бажаними чоловіків свого віку або трохи старших, наприклад, 20-річні жінки вважали 23-річних чоловіків найпривабливішими та 30-річні жінки вважали 30-річних чоловіків найбільш привабливими. Навпаки, чоловіки віддають перевагу жінкам у віці близько 20 років, наприклад, 50-річні чоловіки вважали 22-річних жінок найпривабливішими.

## Міжкультурні відмінності
Міжкультурні дослідження постійно підтверджують тенденцію, за якою самці воліють спаровуватися з молодшими самками, а самки — зі старшими самцями. У крос-культурному дослідженні, яке охопило 37 країн, були виміряні вподобання щодо вікових відмінностей, і дослідження підтвердило теорію про те, що люди вважають за краще одружуватися у віці, близькому до віку, коли жіноча фертильність є найвищою (24-25 років). Якщо проаналізувати результати, то середній вік, у якому жінки вважають за краще одружуватися, становить 25,4 року, і вони віддають перевагу чоловікові, старшому за них на 3,4 роки, отже, їхній бажаний партнер буде віком 28,8 років. Чоловіки ж воліють одружуватися у віці 27,5 років, а жінка має бути на 2,7 років молодшою за них, отже, їхній бажаний вік — 24,8 років. Таким чином, результати дослідження показують, що середня бажана різниця у віці для вступу в шлюб (3,04 роки в середньому для чоловіків і жінок) дуже близько відповідає фактичній середній різниці у віці для вступу в шлюб (2,99). Бажаний вік жінок становить 24,8 року, а фактичний середній вік вступу в шлюб — 25,3 року (і 28,2 року для чоловіків), що фактично припадає на вік, коли жінки є найбільш фертильними, однак це припускає, що люди народжують дітей одразу після одруження. Крім того, ці закономірності відповідають багатьом запропонованим поясненням вікових відмінностей: еволюційно адаптовані шлюбні переваги, соціалізація та гендерні економічні відмінності.
Департамент шлюбної статистики ООН вимірює різницю в середньому шлюбному віці (SMAM), різницю в середньому віці вступу в перший шлюб між чоловіками та жінками в основних регіонах світу (див. таблицю 1).

### Розрив у віці більший за середній
| Країна                        | Середня різниця у віці (SMAM) | Юридичний статус полігамії    |
| ----------------------------- | ----------------------------- | ----------------------------- |
| Камерун a                     | 6,5                           | Дозволена                     |
| Чад                           | 6,1                           | Дозволена                     |
| Республіка Конго              | 8,6                           | Дозволена                     |
| Демократична Республіка Конго | 8,2                           | Заборонена, але практикується |
| Замбія                        | 3,1                           | Дозволена                     |
| Судан                         | 6,4                           | Дозволена                     |
| Буркіна-Фасо a                | 8,6                           | Дозволена                     |
| Кот-д'Івуар                   | 7,2                           | Більше не практикується       |
| Гамбія                        | 9,2                           | Дозволена                     |
| Гвінея a                      | 7,3                           | Заборонена, але практикується |
| Ліберія                       | 6,5                           | Не криміналізована            |
| Малі                          | 7,5                           | Дозволена                     |
| Мавританія                    | 7,7                           | Дозволена                     |
| Нігер                         | 6,3                           | Дозволена                     |
| Нігерія                       | 6,9                           | Дозволена                     |
| Сенегал                       | 8,1                           | Дозволена                     |
| Афганістан                    | 7,5                           | Дозволена                     |
| Бангладеш                     | 6,8                           | Не криміналізована            |
| Монтсеррат b                  | 8,3                           | Невідомо                      |
| Науру                         | 7,3                           | Заборонена                    |
| Мозамбік                      | 8,6                           | Не криміналізована            |

Однак у деяких регіонах світу існує значно більша різниця у віці між шлюбними партнерами, оскільки чоловіки набагато старші за своїх дружин, а жінки набагато молодші за своїх чоловіків. Теорією, яка може пояснити цей висновок з еволюційної точки зору, є теорія паразитарного стресу, яка пояснює, що зростання інфекційних захворювань може спричинити вибіркову еволюцію людей відповідно до цих тисків. Докази також показують, що коли ризик захворювання стає вищим, це створює стрес під час вибору спаровування та збільшує використання полігамії.
Таблиця 2 показує, що 17 із 20 країн із найбільшою різницею у віці між подружжям практикують багатоженство, і що чоловіки на 6,1–9,2 років старші за своїх партнерок; 16 із 20 країн із найбільшою різницею у віці знаходяться в Африці. У таких регіонах, як Африка на південь від Сахари, використання полігінії зазвичай практикується як наслідок високого співвідношення статей (більше чоловіків на 100 жінок) і передачі гетерозиготної (різноманітної) генетики від різних жінок нащадкам. Коли хвороба поширена, якщо самець виробляє потомство з більш різноманітним діапазоном алелів, нащадки з більшою ймовірністю витримають смертність від хвороби та продовжать сімейну лінію. Ще одна причина того, що полігінні спільноти мають більшу різницю у віці між подружжям, полягає в тому, що внутрішньостатева конкуренція між жінками зростає, оскільки менше жінок залишається на шлюбному ринку (чоловіки мають більше однієї дружини кожен), тому конкурентна перевага цінує молодших жінок через їх вищий репродуктивний потенціал. Оскільки конкуренція за молодших жінок стає все поширенішою, вік першого шлюбу жінок нижчий, оскільки старші чоловіки шукають все молодших і молодших жінок.

### Розрив у віці менший за середній
У західних суспільствах, таких як США та Європа, спостерігається тенденція до зменшення різниці у віці між подружжям, що досягає свого піку в середньому в Південній Європі — 3,3 року. Використовуючи ту ж модель «патоген-стрес», в цих економічно розвинених регіонах спостерігається менша поширеність захворювань, а отже, менший стрес на репродуктивну функцію для виживання. Крім того, у більш сучасних суспільствах поширені моногамні стосунки, оскільки на шлюбному ринку більше жінок, а полігамія є незаконною в більшості промислово розвинених країн, тоді як у менш розвинених країнах вона більш прийнятна (полігамія найпоширеніша в регіоні «поясу полігамії» в Західній і Центральній Африці). Середня різниця у віці між чоловіком і дружиною в полігамних країнах становить 6,4 року, а в моногамних — лише 2,8 року.
Зі збільшенням доступу до освіти в усьому світі зростає і шлюбний вік, і все більше молоді залишаються в освіті довше. Середній вік вступу в шлюб у Європі значно перевищує 25 років, а в країнах Північної Європи в середньому становить 30 років, однак це також може бути пов'язано зі збільшенням співжиття в європейських країнах. У деяких країнах Європи, таких як Франція, Нідерланди, Велика Британія, Норвегія, Естонія, Фінляндія та Данія, 20–30 % жінок у віці 20–34 років живуть разом, а не одружуються. Крім того, зі зменшенням гендерного розриву в оплаті праці все більше жінок працюють однаково (в середньому 40 годин у Європі та США) як і чоловіки, і менше шукають чоловіків з фінансовими ресурсами.
У таких регіонах, як Карибський басейн і Латинська Америка, різниця SMAM нижча, ніж очікувалося; однак існує також велика частка партнерів, які живуть у консенсуальних союзах; 24 % у Бразилії, 20 % у Нікарагуа та 18 % у Домініканській Республіці.
Дослідження 2011 року показало, що різниця у віці в шлюбі позитивно корелює зі зменшенням довголіття, особливо для жінок, хоча одружені люди все одно живуть довше, ніж неодружені.

## Соціальні перспективи

### Теорія соціального структурного походження
Теорія соціального структурного походження стверджує, що основною причиною диференційованої поведінки за статтю є концентрація чоловіків і жінок на різних ролях у суспільстві. Було стверджено, що причина, чому гендерні ролі настільки поширені в суспільстві, полягає в тому, що очікування щодо гендерних ролей можуть закріпитися в самооцінці та особистості людини. У дослідженні Університету Брауна було зазначено, що соціальна структура країни визначає різницю у віці між подружжям більше, ніж будь-який інший фактор, що ставить під сумнів еволюційні пояснення. Стосовно вибору партнера соціально-структурна теорія підтримує ідею, що індивіди прагнуть максимізувати те, що вони можуть забезпечити у стосунках у середовищі, яке обмежує їхні корисні можливості через очікувані гендерні ролі в суспільстві та шлюбі.
Вважається, що досягається компроміс або рівновага щодо того, що кожна стать привносить у партнерство, і що ця рівновага, швидше за все, досягається за допомогою компромісу віку при виборі партнера. Жінки обмінюють молодість і фізичну привабливість на економічну безпеку свого партнера-чоловіка. Такий економічний підхід до вибору партнера зрештою залежить від шлюбно-сімейної системи, прийнятої суспільством. Жінки та чоловіки, як правило, шукають партнера, який би відповідав статевому розподілу праці в їх суспільстві. Наприклад, шлюбна система, заснована на тому, що чоловіки є годувальниками, а жінки — домашніми працівницями (модель годувальника), сприяє різниці у віці у стосунках. Старший чоловік, швидше за все, матиме більше ресурсів для забезпечення сім'ї.

### Модель раціонального вибору
Модель раціонального вибору також передбачає, що люди шукають партнерів, які можуть забезпечувати їх у житті (хліборобів). Оскільки чоловіки традиційно заробляють більше, коли вони стають старшими, жінки віддають перевагу старшим чоловікам. Цей фактор зменшується в міру того, як більше жінок стає робочою силою, а гендерний розрив в оплаті праці зменшується.

## Вікова гіпогамія у стосунках
Вікова гіпогамія визначає стосунки, де жінка є старшою партнеркою, протилежною цьому є вікова гіпергамія. Шлюб між партнерами приблизно однакового віку відомий як «вікова гомогамія».
Соціологами все частіше досліджуються стосунки між літніми жінками та молодшими чоловіками. Сленгові терміни, такі як "пума», використовувалися у фільмах, телешоу та медіа для зображення старших жінок з молодшими чоловіками. На фото часто можна побачити стереотипну пару: розлучена, біла, заможна жінка середнього віку зустрічається з молодим чоловіком у формі вільних стосунків.
Хоча історично вікові гіпогамні стосунки були дуже рідкісними, нещодавні дані перепису населення США показали їх збільшення з 6,4% у 2000 році до 7,7% у 2012 році.
Серед причин, чому донедавна вікові гіпогамні стосунки зустрічалися рідше, подвійні сексуальні стандарти в суспільстві. У багатьох контекстах вважається, що старіння жінок пов'язане зі зниженням їх сексуальної привабливості та потенціалу для побачень. На старіння чоловіків таких обмежень не накладається.
У літературі точаться суперечки щодо того, що призводить до вікової гіпогамії у сексуальних стосунках. Стверджується, що на ймовірність вступу жінок у вікову гіпогамію впливає низка змінних, таких як расове чи етнічне походження, рівень освіти, дохід, сімейний стан, консерватизм, вік і кількість сексуальних партнерів. Наприклад, дані перепису населення США свідчать про перебільшене співвідношення статей в афроамериканських громадах, коли на 89 афроамериканських чоловіків припадає 100 афроамериканських жінок. Було показано, що афроамериканські жінки частіше перебувають у вікових гіпогамних або вікових гіпергамних шлюбах у порівнянні з білошкірими американськими жінками. Однак останні дані свідчать, що жінки, які належать до інших расових категорій, окрім афроамериканців та білих, частіше сплять з молодшими чоловіками, що свідчить про те, що досі незрозуміло, які етнічні групи більш схильні до вікових гіпогамних стосунків, а які ні.

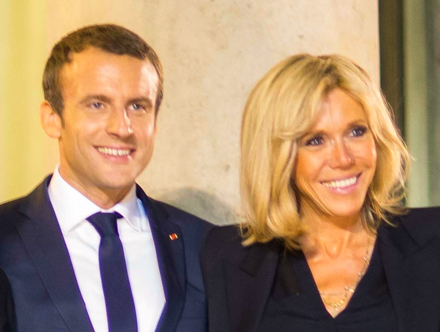
Президент Франції Еммануель Макрон з дружиною Бріжит Макрон. Пара одружилася в 2007; на той час йому було 30 років, а їй 54, з 24-річною гіпогамною різницею

Іншим прикладом, який ілюструє різну літературу щодо вікових гіпогамних стосунків, є дослідження, яке вказує на те, що сімейний стан жінки може впливати на ймовірність вступу в вікові гіпогамні стосунки. Одружені жінки рідше вступають у партнерство з молодшими чоловіками, ніж неодружені жінки. Останні результати свідчать про те, що раніше одружені жінки частіше вступають у сексуальні стосунки за віком, ніж жінки, які одружені або ніколи не були у шлюбі.
Попри соціальні погляди, які зображують вікові гіпогамні стосунки як короткочасні, дослідження 2008 року від Psychology of Women Quarterly показало, що жінки у вікових гіпогамних стосунках більш задоволені та найбільш віддані у своїх стосунках, ніж молодші жінки чи партнерки такого ж віку. Подібним чином дослідження 2023 року показало, що жінки з молодшими чоловіками-партнерами мають вищі оцінки емоційного інтелекту, сексуальної самоефективності та суб'єктивного щастя. Також було припущено, що чоловіки-партнери, які вступають у вікові гіпогамні стосунки, вибирають красу, а не вік. Дослідження 2001 року показало, що при показі фотографій жінок віком від 20 до 45 років з різним рівнем видимої привабливості, незалежно від віку, чоловіки вибирали більш «привабливих» осіб як довгострокових партнерок.

## Правило«половина твого віку плюс сім»

Графік правила половини віку плюс сім

Одне з «емпіричних правил», щоб визначити, чи є різниця у віці «соціально прийнятною», полягає в тому, що людина ніколи не повинна зустрічатися з людиною, чий вік менше половини її власного плюс сім років. За цим правилом, 28-річний хлопець не зустрічатиметься з дівчиною молодшою 21 року (14 + 7), а 50-річний не зустрічатися з молодшою 32 років (25 + 7).
Хоча походження правила неясне, іноді кажуть, що воно виникло у Франції. Правило з'являється в романі Джона Фокса-молодшого 1903 року «Маленький Пастир прийдешнього Царства», який в американських газетах у 1931 році приписується Морісу Шевальє, а також в «Автобіографії Малкольма Ікс» приписується Іллі Мухаммеду.
У багатьох ранніх джерелах правило в першу чергу представлялося як формула для розрахунку ідеального віку партнера на початку стосунків. «Печворк» Фредеріка Локера-Лемпсона 1879 року висловлює думку «Дружина повинна бути вдвічі молодшою за чоловіка з додаванням семи років». Her Royal Highness Woman Макса О'Релла від 1901 року дає правило у форматі «Чоловік повинен одружитися з жінкою, яка вдвічі молодша за нього плюс сім». Подібне тлумачення також присутнє в п'єсі Ф. Г'ю Герберта «Місяць блакитний» 1951 року: «Хіба ви ніколи не чули, що дівчина повинна бути вдвічі молодшою за чоловіка плюс сім?» Попри це, існують сучасні джерела, які вказують на те, що жінка, яка не досягла цього цільового віку, все ще вважалася невідповідною або іншим чином перешкодою стосункам. Наприклад, у згаданому вище романі Джона Фокса-молодшого 1903 року «Маленький Пастир прийдешнього Царства» це правило цитується безпосередньо перед тим, як жінку описують як «занадто молоду [для її потенційного партнера], і вона може почекати».
Дослідження 2000 року показало, що це правило досить точно описує мінімальний вік жінки, з якою чоловік одружується або зустрічається. Однак було встановлено, що це правило не описує мінімальний вік чоловіка, з яким жінка могла б одружитися або зустрічатися, ані (через зворотню формулу) максимальний вік, з якого будь-яка стать може одружуватися або зустрічатися.
Це правило передбачає, що молодша особа має бути принаймні на 14 років старшою за різницю між двома віками, а старша особа має бути принаймні на 14 років старшою за подвійну різницю у віці. Наприклад, подружжю з 10-річною різницею у віці має бути принаймні 24 і 34 роки відповідно, щоб правило було виконано.

## Сленгові терміни
Розбіжності у віці партнерів зазвичай сприймають зневажливо в промислово розвинутих країнах й існують різні принизливі терміни для учасників цих відносин.
В англомовних країнах, де фінансова невідповідність і обмін грошей на товаришування сприймаються як центральне місце в цих стосунках, старшого (імовірно більш заможного) партнера часто називають «цукровий тато» або «цукрова мама», а молодшого можна назвати «цукровою дитиною». У крайніх випадках особу, яка одружується з багатим старшим партнером — особливо зі слабким здоров'ям — можна назвати «золотошукачем».
Привабливу молоду жінку, яку переслідує заможний чоловік, який, як вважають, бажає її лише за її зовнішній вигляд або як символ статусу, називаюит трофейною дружиною. Протилежний термін, «чоловік-трофей», не має узгодженого використання, але стає все поширенішим: деякі позначають ним привабливого сидячого вдома чоловіка набагато відомішої жінки чи чоловіка; інші використовують його для позначення чоловіка трофейної дружини, оскільки він є її трофеєм завдяки своєму багатству та престижу. В останньому випадку термін «трофей» розширюється, щоб включити будь-яку суттєву різницю у силі, що походить від зовнішнього вигляду, багатства або статусу. Ярлик трофея часто сприймається як об'єктивація людини, з або без її неявної згоди.
Там, де основною сприйманою причиною стосунків із значною різницею у віці є секс, багато термінів стали популярними в англомовних культурах. Жінка середнього та літнього віку, яка переслідує молодших чоловіків, називається пумою, а чоловіка, який має стосунки зі старшою жінкою, часто називають бойтой, тойбой, гімбо, жиголо, або лисеня. Навпаки, терміни носоріг, форель і мантера (гра з терміном пантера для жінок) зазвичай використовуються для позначення літнього чоловіка, який переслідує молодших жінок, а молодшу жінку в таких стосунках можна назвати кошеням або пантерою. Якщо жінка дуже молода, чоловіка називають викрадачем колиски (Велика Британія) або грабіжником колиски (США). У гей-сленгу може використовуватися термін курячий яструб. Якщо набагато молодший об'єкт прихильності не досяг повноліття або виглядає як такий, до нього застосовують термін «приманка», застерігаючи старших партнерів від участі. Старіший термін для будь-якого розпусного чи хтивого чоловіка — розпусник. Цей термін і його змінник, старий кобель, стали загальноприйнятими для опису літнього чоловіка, який кидається на набагато молодших жінок.